# نبیل کانسو
نبیل کانسو (انگلیسی: Nabil Kanso؛ زادهٔ ۱۹۴۶) نقاش اهل ایالات متحده آمریکا است.